# Nemoura jejudoensis
Nemoura jejudoensis is een steenvlieg uit de familie beeksteenvliegen (Nemouridae). De wetenschappelijke naam van de soort is voor het eerst geldig gepubliceerd in 2011 door Zwick & Baumann.